# Wim de Vos
Wim de Vos (ur. 18 marca 1968 w Tilburgu) – holenderski kolarz przełajowy i górski, trzykrotny medalista przełajowych mistrzostw świata.

## Kariera
Pierwszy sukces w karierze Wim de Vos osiągnął w 1985 roku, kiedy zdobył brązowy medal w kategorii juniorów podczas przełajowych mistrzostw świata w Monachium. Wynik ten powtórzył na rozgrywanych rok później mistrzostwach świata w Lembeek. Jedyny medal wśród seniorów wywalczył w 1993 roku, kiedy podczas mistrzostw świata w Azzano Decimo był trzeci w kategorii elite. Wyprzedzili go jedynie Francuz Dominique Arnould oraz Niemiec Mike Kluge. Był też między innymi piąty na mistrzostwach świata w Monachium w 1997 roku oraz rozgrywanych trzy lata później mistrzostwach świata w Sint-Michielsgestel. Najlepsze wyniki w Pucharze Świata w kolarstwie przełajowym osiągnął w sezonie 1996/1997, kiedy był siódmy w klasyfikacji generalnej. Startował również w kolarstwie górskim, zdobywając mistrzostwo Holandii w 1990 roku. Nigdy nie wystąpił na igrzyskach olimpijskich.